# Agence météorologique chinoise
Pour les articles homonymes, voir CMA.
L’Agence météorologique chinoise  (中国气象局 en chinois, China Meteorological Administration ou CMA en anglais) est l'agence gouvernementale de la république populaire de Chine qui s'occupe des services d'observations et de prévisions météorologiques. Elle est sous la gouverne directe du Conseil d'État.
Le Centre météorologique national de Chine à Pékin est également l'un des centres météorologiques régionaux spécialisés de l'OMM pour la prévision du déplacement des cendres volcaniques et autres polluants, la distribution des données et de la production de modèles de prévision numérique du temps à méso-échelle de courte durée.

## Histoire
L'histoire de la météorologie en Chine remonte à plusieurs millénaires. Dès l'Antiquité, le Nei Jing Su Wen est le premier ouvrage sur la météorologie qui comprend également des prévisions. Les astronomes de l'Empire chinois ont donc colligés les observations du temps, un très important sujet pour une société agraire. Les premiers observatoires modernes ont été fondés dans la foulée des découvertes scientitifiques du XIXe siècle dans des villes comme Shanghai et Hong Kong.
L'agence est formée peu de temps après la prise du pouvoir du gouvernement communiste en décembre 1949 sous le nom de Bureau météorologique de la Commission militaire centrale et remplace les différences organisations pré-unification. En 1994,  le Bureau sera transféré en une agence gouvernementale civile.

## Organisation

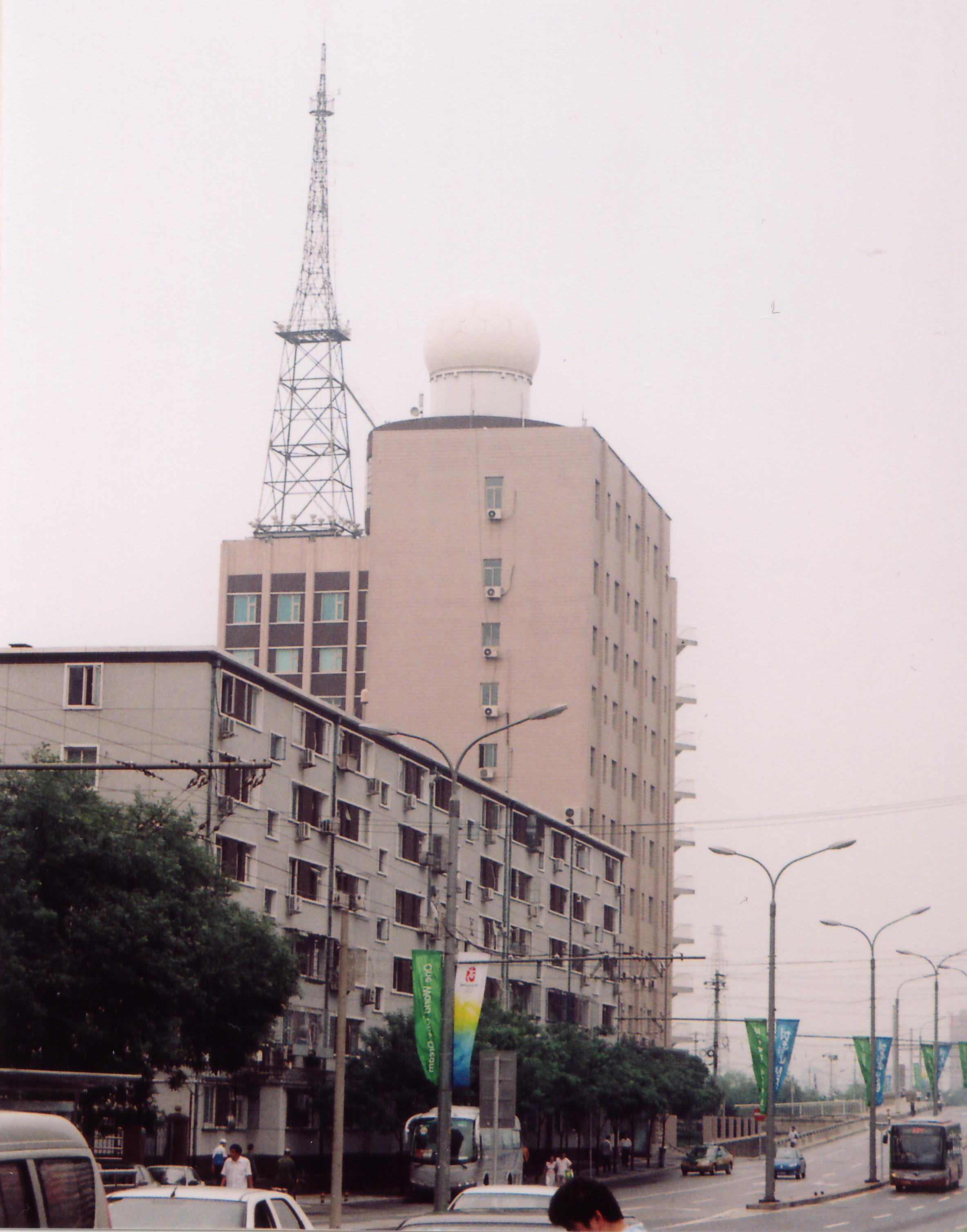
Bureau météorologique de Beijing, le centre de prévision de la capitale chinoise

L'Agence météorologique chinoise compte, en 2007, près de 53 000 employés qui sont répartis dans les 318 centres météorologiques régionaux et 2 300 bureaux locaux de 31 provinces, régions autonomes et municipalités (excluant Hong Kong et Macao). Ceci compte le personnel administratif, technique et scientifique permanent mais pas le personnel contractuel qui est fort important. L'Agence  comportent différentes sections afin de satisfaire aux besoins météorologiques de Chine continentale:
- Observations météorologiques et de radiation :
  - 2 408 stations terrestres, certaines avec un ensemble complet de capteurs et rapportant toutes les heures; d'autres avec un ensemble limité ou rapportant quotidiennement ou à des intervalles de 3 à 6 heures[2] ;
  - 89 stations de lâché de radiosondes[3]
  - Boués et stations maritimes ;
  - Réseau de radars météorologiques[4]. On compte 58 radars météorologiques  conventionnels non-Doppler pour couvrir le pays dont 41 de bande C et 17 de bande S. On compte également un réseau 160 radars de bande X pour la courte portée car leurs émissions sont très atténués dans les pluies fortes. Cependant 126 radars de nouvelles générations ayant les données de vitesse (Doppler) remplaceront graduellement les anciens;
  - Satellites météorologiques sur orbites circumpolaires et géostationnaires  de la série Feng-Yun lancés par la Chine[4] ;
  - Réseau de détection de la foudre.

- Centres régionaux et nationaux de prévision météorologique, de suivi des sécheresses et des inondations;
- Centre climatologique et de modification du temps ;
- Centre de formation des techniciens et météorologistes ;
- Centres de recherche ;
- Agence de presse.